# أكسيد الهافنيوم الرباعي
 أكسيد الهافنيوم الرباعي مركب كيميائي له الصيغة HfO2، ويكون على شكل بلورات بيضاء إلى زهرية. يدعى هذا الأكسيد باسم هافينا، ويعد واحداً من أكثر المركبات ثباتاً وشيوعاً بالنسبة لعنصر الهافنيوم.

## الخواص
- لا ينحل أكسيد الهافنيوم الرباعي في الماء، لكنه يتفاعل مع الأحماض القوية مثل حمض الكبريتيك المركز، كما يتفاعل مع القواعد القوية، لذلك فإنه من الأكاسيد المذبذبة. يتفاعل ببطء مع حمض الهيدروفلوريك ليعطي أنيون فلوروهافينات، كما يتفاعل مع الكلور عند درجات حرارة مرتفعة بوجود الغرافيت أو رباعي كلورو الميثان ليعطي كلوريد الهافنيوم الرباعي.
- يتميز أكسيد الهافنيوم الرباعي بأنه عازل كهربائي، فجوة النطاق له تبلغ حوالي 6 إلكترون فولت. أما قرينة الانكسار فتتفاوت بين 1.95 و2.

## الاستخدامات
- يستخدم أكسيد الهافنيوم الرباعي في الطلي البصري Optical coating، كما أن له قيمة ثابت عزل كهربائي عالية في مكثفات ذاكرة الوصول العشوائي الديناميكية. إن أكسيد الهافنيوم من المركبات المرشحة حالياً لحلول محل ثنائي أكسيد السيليكون كعازل في المقحلات الحقلية (ترانزستورات حقلية)، ويعود ذلك إلى ارتفاع قيمة ثلبت العزل الكهربائي التي تبلغ 25، في حين أنها لثنائي أكسيد السيليكون 3.9.[3] نظراً لخواصه المميزة فإن كلاً من شركتي آي بي إم وإنتل يخططان لاستعماله كدعامة للدارات المتكاملة المستقبلية، وذلك من أجل رفع كفاءة عمل الدارات الإلكترونية في الحاسوب.[4]
- بسبب ارتفاع نقطة انصهاره فإن أكسيد الهفنيوم الرباعي يستخدم كمادة عاكسة مستخدمة في عزل أجهزة مثل المزدوجة الحرارية، والتي يمكن أن تعمل عند درجات حرارة مرتفة تصل إلى 2500°س.[5]
- يستخدم أكسيد الهافنيوم الرباعي في تركيب ذاكرة الوصول العشوائي غير المتطايرة المبنية من أنابيب نانوية كربونية، حيث حلت محل ثنائي أكسيد السيليكون كمادة عازلة فيها، مما قلل من الزمن اللازم للوصول إلى الذاكرة من عدة ميلي ثوان إلى حوالي 100 نانو ثانية، بالتالي رفع من كفاءة قراءة وكتابة هذه الذواكر إلى عامل 100,000.[6]